# A-5054
La A-5054 es una carretera perteneciente a la Red Complementaria de Andalucía de la provincia de Huelva, España, que comunica a Isla Cristina con La Antilla.